# ヴィッテン

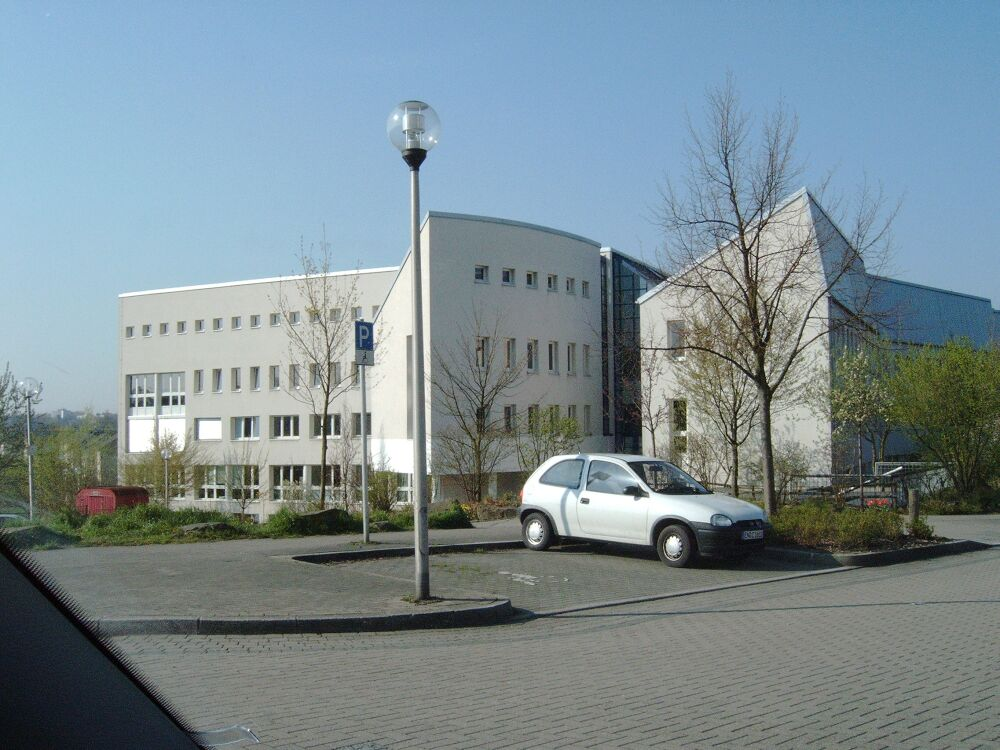
ヴィッテン・ヘアデッケ大学

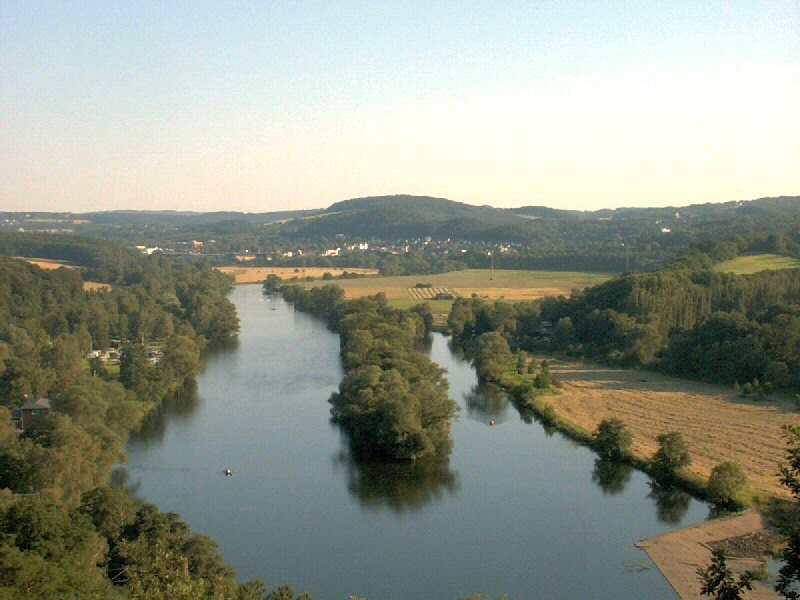
郊外の風景

ヴィッテン（Witten）はドイツ連邦共和国の都市。ノルトライン＝ヴェストファーレン州に属する。人口は約10万人（2005年）。

## 地勢・産業
ルール地方に位置する工業都市。ヴィッテン・ヘァデッケ大学があり、学生も多く居住する。南部には森林が広がっている。近隣の都市としては、約10キロ北西のボーフム、10キロ北東のドルトムント、10キロ南東のハーゲンなどが挙げられる。

## 歴史
小さな集落だったが、工業化が進むにつれて急速に発展し、1821年に都市特権を得た。1899年にボーフム郡から独立して独立都市としての地位を手にした。第二次世界大戦では連合国の空爆によって荒廃したが、戦後に復興を果たした。

## 文化
ドイツで唯一の私立総合大学であるヴィッテン・ヘァデッケ大学（Universität Witten/Herdecke）がある。音楽療法の専攻がある数少ない大学であり、日本からの留学生もみられる。

## 姉妹都市・友好都市
- - ボーヴェ、フランス
- - バーキング・アンド・ダゲナム・ロンドン特別区、イギリス
- - マルニッツ、オーストリア
- - Lev Hasharon地区、イスラエル
- - ウルフェン、ドイツ
- - クルスク、ロシア
- - チェフ、ポーランド
- - サン・カルロス、ニカラグア

## 出身有名人
- ケヴィン・フォクト - サッカー選手
- アレクサンドラ・ポップ - サッカー選手
- フリードリッヒ・オットー・ショット - 実業家
- ヴィルヘルム・シュテーア - エース・パイロット

## 引用
1. ↑  Bevölkerung der Gemeinden Nordrhein-Westfalens am 31. Dezember 2023 – Fortschreibung des Bevölkerungsstandes auf Basis des Zensus vom 9. Mai 2011